# Berlin sous la Baltique
Berlin sous la Baltique (Surrogate City) est le premier roman de l’écrivain Irlandais Hugo Hamilton. Il a été publié en 1990 aux Editions Phébus puis en poche dans la  collection Libretto. Ce roman peu connu en France a été plébiscité par la critique anglo-saxonne lors de sa publication.
Dans le Berlin des années 1980, celui des années Gorbatchev, le célèbre Mur se fissure. On y rencontre des Allemands, des Turcs, des Iraniens, des Irlandais ; il y a aussi des gens de tout horizon social. L'auteur nous fait vivre avec une petite tribu. Dans ce tableau nous découvrons aussi des couples amoureux  qui se déchirent : Wolf et Lydia, Hadja et Mehmet, Suliman et son mari islamiste. Et puis surtout, il y a Helen, l’Irlandaise, enceinte à la recherche de Dieter qui va finir par vivre avec Alan, Irlandais, musicien, le narrateur et l’ami de tous. Berlin est bien plus qu’un décor, un vrai personnage. 